# Вулиця Соборності (Полтава)
Вулиця Соборності — одна з головних вулиць Полтави, проходить по Київському та Шевченківському районах. Пролягає від Соборної площі до Київської площі. До вулиці Соборності прилучаються: вулиці Решетилівська — Тролейбусна — Нечуя-Левицького — Симона Петлюри і Миколи Духова — Української Повстанської Армії — Сінна і майдан Незалежності (двічі) — Дмитра Коряка — Ляхова — В'ячеслава Чорновола — 1100-річчя Полтави — В'ячеслава Чорновола — Театральна — Монастирська — Котляревського — Гоголя — Стрітенська — Конституції (двічі) — Воскресенський узвіз і Спаська.

## Історія

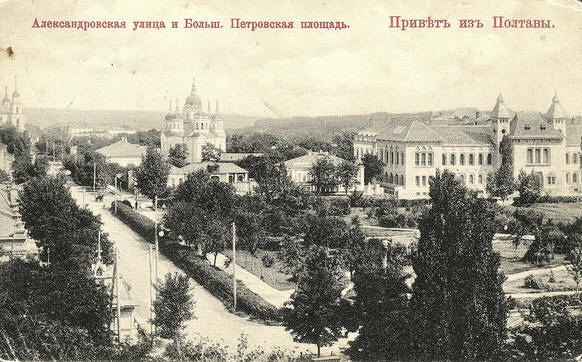
Вулиця Олександрівська і Велика Петровська площа.
Ліворуч — Успенський собор, у центрі — Воскресенська церква, праворуч — Будинок губернського земства, початок XX століття

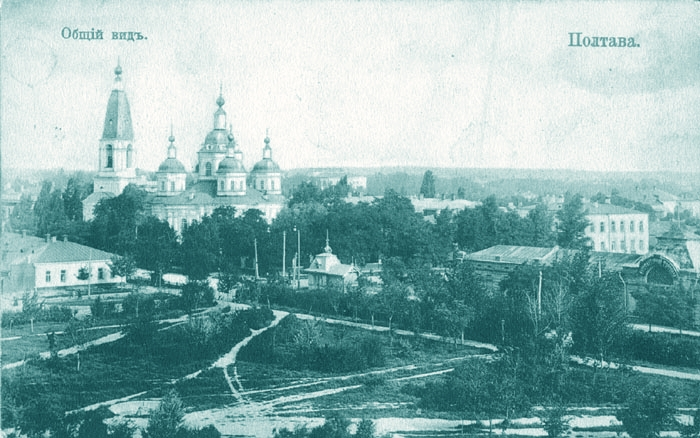
Стрітенська церква (1900)

Вулиця була прокладена у 2-й половині XVIII століття від Успенського собору у напрямку Київських воріт Полтавської фортеці. Первісна назва вулиця Успенська. Наприкінці 18 століття була пробита далі через передмістя і названа Пробивною. Першою впорядкована й забудована. На планах міста кінця XVIII-початку XIX століття позначена як вулиця Мостова. На початку XIX століття дістала назву вулиця Олександрівська, пролягала від Соборної до Круглої площі. Далі починалася Кременчуцька поштова дорога, відтинок якої до сучасної Київської площі на початку XX століття мала назву вулиця Куракінська. 1913 року на честь 300-річчя дому Романових гімназистами вздовж неї було закладено Каштанову алею. 1922 року вулиці Олександрівську і Куракінську перейменовано на вулицю Жовтневу. У повоєнні роки частина від Соборної площі до Жовтневого парку називалася вулиця Сталіна. У 1961 році повернено назву Жовтнева. Сучасна назва вулиця Соборності — на честь ідеї про соборність українських земель в Українській Самостійній Соборній Державі, з 2016 року.
Вулиця Соборності — пам'ятка містобудування XIX століття доби класицизму. Забудована за принципом лінійно-осьової перспективи. Головним композиційним акцентом став ансамбль Круглої площі, на якій у 1811 році було відкрито монумент Слави. Численні площі (сучасні Конституції, Театральна, Незалежності, Київська) закріпляли головну вісь загальноміського центру.
Уздовж вулиці Соборності стояли Воскресенська церква, Спаська церква, Стрітенська церква, Троїцька церква, будинок Дворянського і Селянського банку, будинок Державного банку, «Грандъ Отель», будинок Таранушенка та інші громадські й приватні споруди. Великого значення було надано озелененню: Олександрівський парк і Романовська алея.

## Будівлі та заклади
Вулиця Соборності — адміністративний, культурний і торговий центр міста. На ній розташовані:
- Виконком міської Ради народних депутатів (№ 36, колишній будинок Полтавських губернських державних установ)
- Апеляційний суд
- Обласна Рада профспілок (№ 37, колишній будинок Полтавського генерал-губернатора)
- Управління по боротьбі з організованою злочинністю МВС України в Полтавській області (№ 38: у 1931-32 тут містилася Центральна Всеукраїнська школа пілотів ТСОАВІАХІМу) та інші обласні та міські адміністративні установи.

Знаходяться:
- Полтавське музичне училище ім. М. В. Лисенка (№ 11)
- Полтавський український музично-драматичний театр ім. М. В. Гоголя (№ 23)
- ПОІППО ім. Остроградського (№ 64-ж)
- Центр естетичного виховання учнівської молоді (№ 67)
- Палац дозвілля «Листопад» (колишній кінотеатр «Полтава»[1]; № 58)
- кінотеатр ім. І. П. Котляревського (№ 31)
- готель «Київ»,
- готель «Театральний» (№ 19)
- центральний універмаг (№ 28/3)

## Пішохідна зона

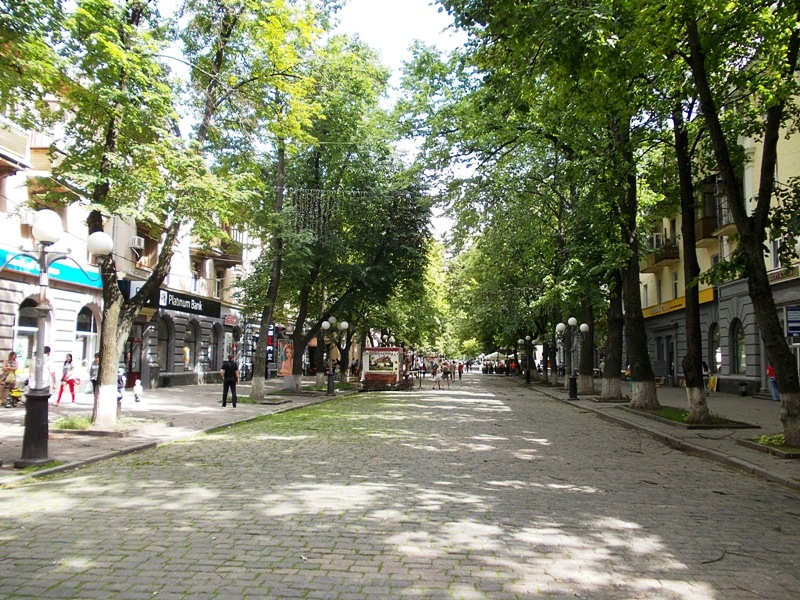

Частина вулиці від Корпусного саду до театру імені М. В. Гоголя є пішохідною зоною.

## Пам'ятки історії та архітектури
Державний реєстр національного культурного надбання:
| Зображення | Дошка | Найменування пам'ятки                | Датування            | Місцезнаходження    | Охоронний № та № у комплексі |
|            |       | Спаська церква (зміш.)               | 1705,1811, 1845 роки | вул. Соборності, 10 | 578 / 0                      |
|            |       | Будинок Таранушенка (мур.)           | 1838                 | вул. Соборності, 14 | 1472 / 0                     |
|            |       | Будинок дворянського зібрання (мур.) | 1810                 | вул. Соборності, 31 | 577 / 6                      |
|            |       | Малоросійський поштамт (мур.)        | 1869                 | вул. Соборності, 35 | 577 / 2                      |
|            |       | Державні установи (мур.)             | 1810                 | вул. Соборності, 36 | 577 / 3                      |
|            |       | Будинок генерал-губернатора (мур.)   | 1810                 | вул. Соборності, 37 | 577 / 4                      |
|            |       | Старогубернаторський будинок (мур.)  | 1811                 | вул. Соборності, 38 | 577 / 7                      |
|            |       | Російський селянський банк (мур.)    | 1906-1909 роки       | вул. Соборності, 39 | 1473 / 0                     |
|            |       | Віцегубернаторський будинок (мур.)   | 1811                 | вул. Соборності, 40 | 577 / 8                      |
|            |       | Кадетський корпус (мур.)             | 1840                 | вул. Соборності, 42 | 577 / 5                      |

## Меморіальні та анотаційні таблиці
У 1968 році на фасаді будинку по вулиці Соборності, 42 (колишні Петровський кадетський корпус та Полтавське вище зенітне ракетне командне училище ім. генерала армії М. Ф. Ватутіна) встановлена мармурова таблиця, де на початку 20-х років XX століття містилися Полтавські піхотні курси, на яких у 1920—1922 роках навчався Микола Ватутін (1901—1944) — радянський військовій діяч, генерал армії, Герой Радянського Союзу. У 1970 році встановлена гранітна таблиця на фасаді будинку виконкому Полтавської міської Ради народних депутатів (вулиця Соборності, 36, колишній Будинок губернських державних установ) на честь обрання Володимира Ілліча Леніна почесним головою Полтавської міської Ради робітничих і червоноармійських депутатів 14 березня 1920 року. У 1977 році встановлена гранітна таблиця на фасаді Полтавського музичного училища імені Миколи Лисенка на честь Федора Попадича (1877—1943) — українського хорового диригента, композитора і педагога.
| Зображення | Кому присвячено                                                         | Адреса                 | Дата встановлення | Дата демонтажу |
|            | Тарасові Бобаничу (учаснику російсько-української війни, Герою України) | вул. Соборності, 5     | 28 листопада 2022 |                |
|            | Івану Паскевичу                                                         | вул. Соборності, 8     | 17 травня 2012    | 27 липня 2022  |
|            | Дмитру Ахшарумову (засновнику музичного училища)                        | вул. Соборності, 11    |                   |                |
|            | Попадичу Федору Миколайовичу, граніт (1,7×0,2 м)                        | вул. Соборності, 11    | 1977              |                |
|            | Володимиру Кабачку, граніт                                              | вул. Соборності, 11    | 1977              |                |
|            | Віктору Мірошніченку, граніт                                            | вул. Соборності, 11    |                   |                |
|            | Анатолію Коломійцю                                                      | вул. Соборності, 11    |                   |                |
|            | Йосипу Хмелевському                                                     | вул. Соборності, 20    |                   |                |
|            | Глібу Котельникову (винахіднику першого авіаційного ранцевого парашута) | вул. Соборності, 24    |                   |                |
|            | Енею                                                                    | вул. Соборності, 28/13 |                   |                |

## Галерея

Монумент Слави
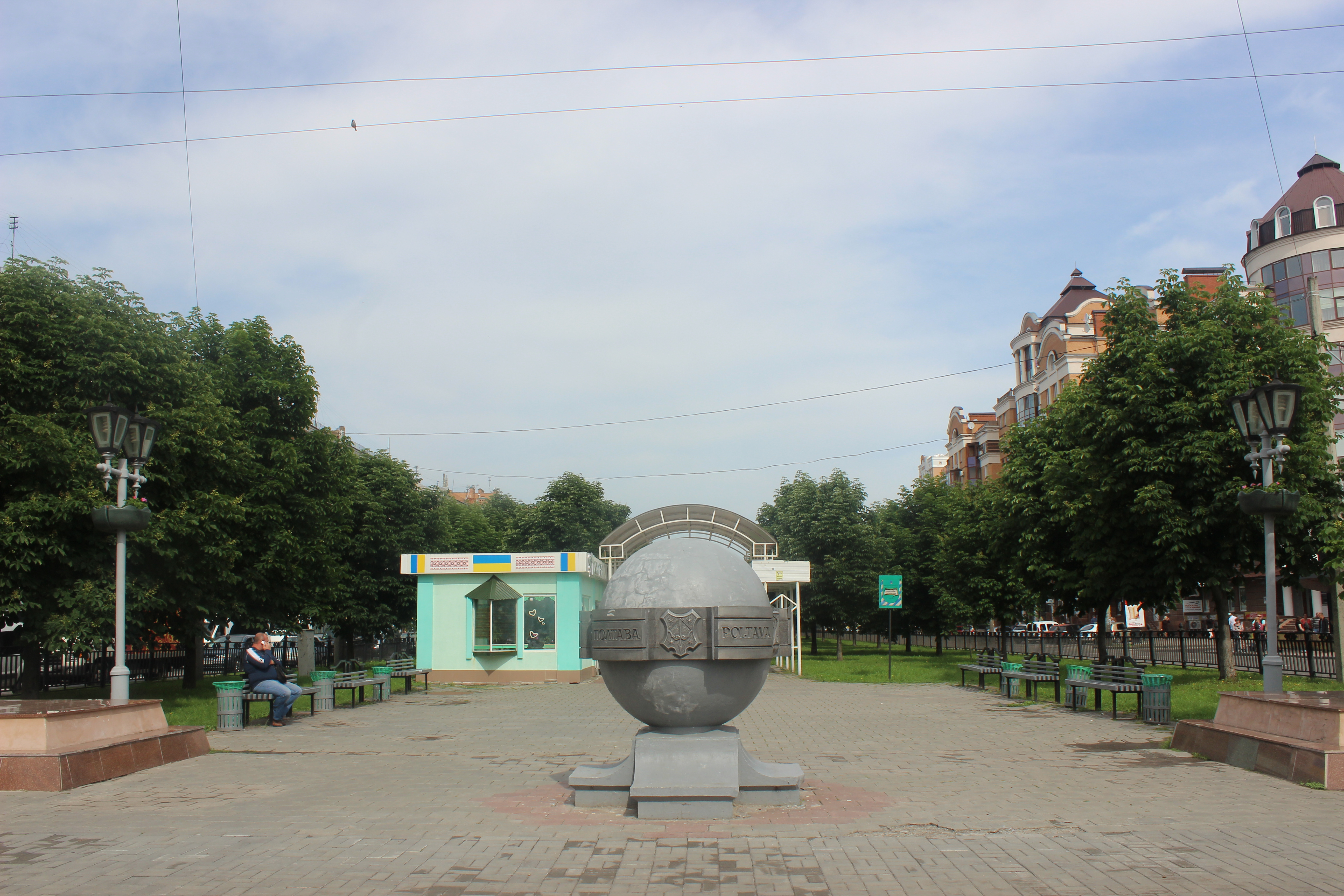
Каштанова алея та пам'ятник "1100 років Полтаві"
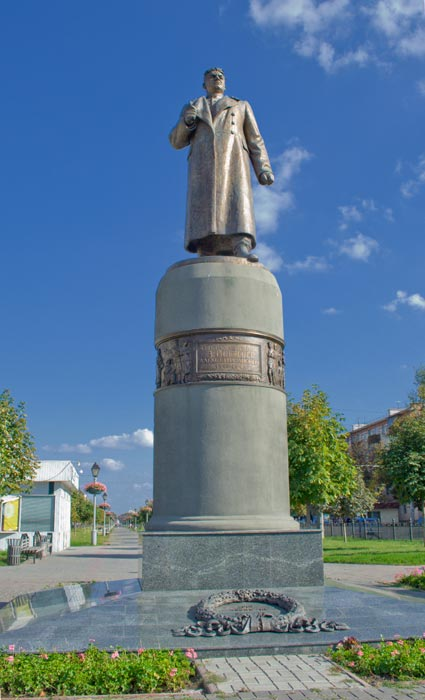
Колишній пам'ятник Олексію Зигіну  (Демонтовано 2023)
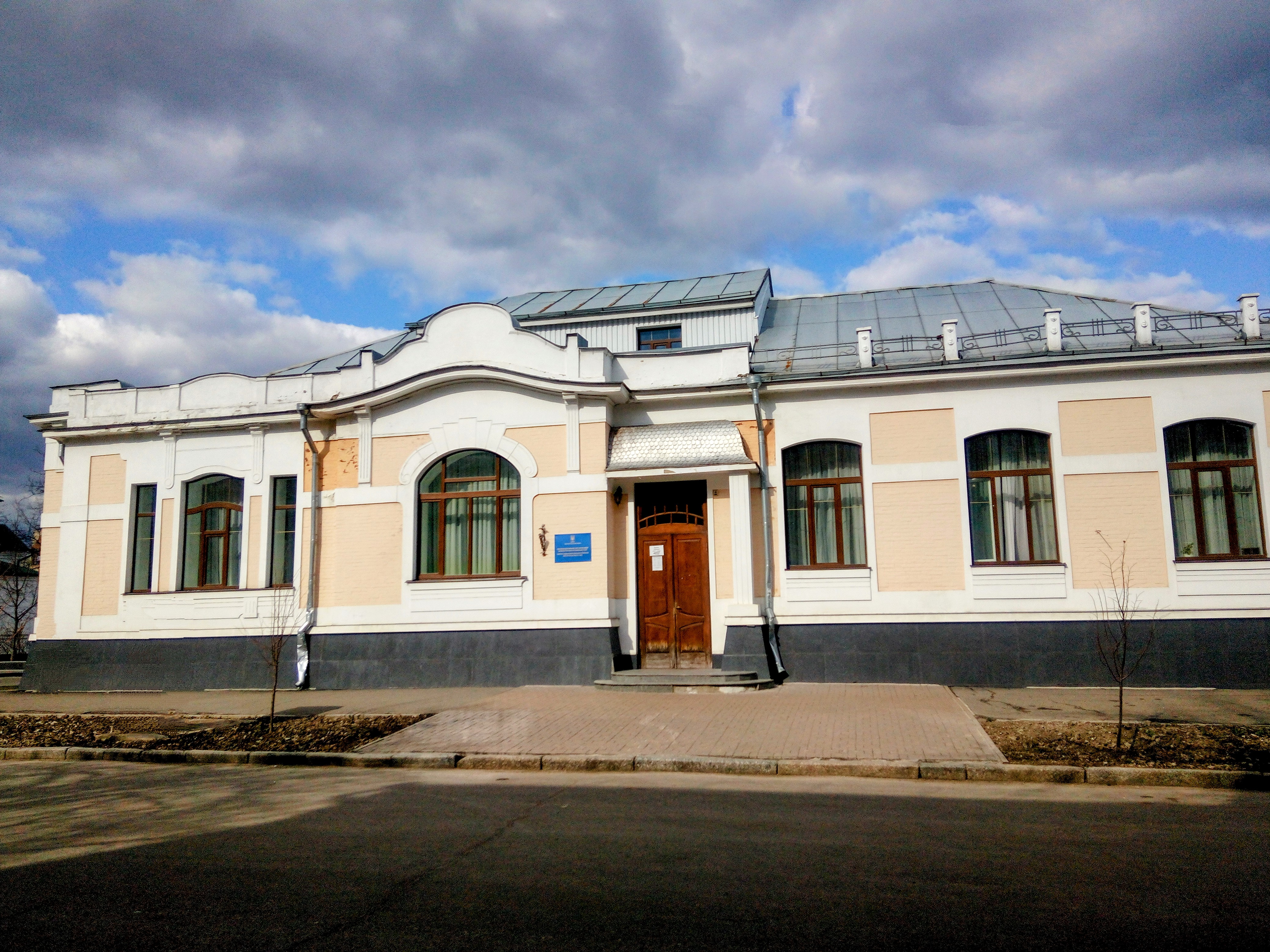
Шевченківський РАЦС, вул. Соборності, 8